# Elecciones en Vanuatu
Las elecciones en Vanuatu se celebran a nivel nacional y tienen como propósito elegir al poder legislativo. El Parlamento de Vanuatu tiene 52 escaños, elegidos por legislaturas de cuatro años en distritos electorales de varios escaños. El presidente, jefe de Estado, es elegido por el parlamento para un mandato de cinco años.
Vanuatu tiene un sistema pluripartidista con una gran abundancia de partidos políticos, lo que provoca que un partido tenga pocas posibilidades de acceder al poder en solitario, forzando la formación de gobiernos de coalición.

## Elecciones generales de 2008
Las elecciones generales de 2008 se celebraron el 2 de septiembre de dicho año. Tras un intento de retrasarlas por parte del Partido Progresista Melanesio por un recurso de inconstitucionalidad, las elecciones se celebraron sin novedades. Los resultados oficiales, que fueron publicados el 10 de septiembre, dieron como ganador al Vanua'aku Pati, posicionándose Edward Natapei como el mejor colocado para ser nombrado primer ministro. El 22 de septiembre, Natapei fue nombrado primer ministro por 27 votos contra 25.